# 君はどの星から来たの
君はどの星から来たの（きみはどのほしからきたの、朝鮮語: ノン オヌ ピョレソ ワンニ、ハングル: 넌 어느 별에서 왔니）は、2006年3月13日から同年5月2日まで韓国MBCで放送されたテレビドラマ。全16話。

## あらすじ
映画監督のチェ・スンヒは、3年前に最愛の女性・イ・ヘスを事故で失った悲しみから立ち直れずにいた。ある日、スンヒは親友・ハン・ジョンフンの依頼で、プロモーションビデオの撮影をする為、韓国の江原道地方へロケハンに行く。そこで、スンヒは死んだヘスに瓜二つのキム・ボクシルと出会う。

## キャスト
- チェ・スンヒ: キム・レウォン
- キム・ボクシル/キム・ヘス: チョン・リョウォン
- ユン・ミヒョン: カン・ジョンファ
- ハン・ジョンフン: パク・シフ
- キム・スノク: イム・イェジン
- アン・ジニ: イ・ボヒ
- イ・ヨンノ: ソン・ジェホ
- チョ・ドゥシク: キム・ハギョン

## スタッフ
- 監督：ピョ・ミンス
- 企画：キム・ナムウォン
- 脚本：チョン・ユギョン
- 演出：イ・ガンフン

## 韓国国外での放送

### 日本
2007年5月14日から日本テレビ放送網で日本語吹替版にて放送された。吹替を担当した声優は以下の通り:
- チェ・スンヒ: 福田賢二
- キム・ボクシル/キム・ヘス: 坂本真綾
- ユン・ミヒョン: 柳沢真由美
- ハン・ジョンフン: 川島得愛
- キム・スノク: 野沢由香里
- アン・ジニ: 塩田朋子
- イ・ヨンノ: 納谷六朗
- チョ・ドゥシク: 福田信昭